# Tidjelabine
Tidjelabine (em árabe: تجلابين) é uma cidade e comuna localizada na província de Boumerdès, Argélia. Segundo o censo de 2008, a população total da cidade era de 18 266 habitantes.